# Menina

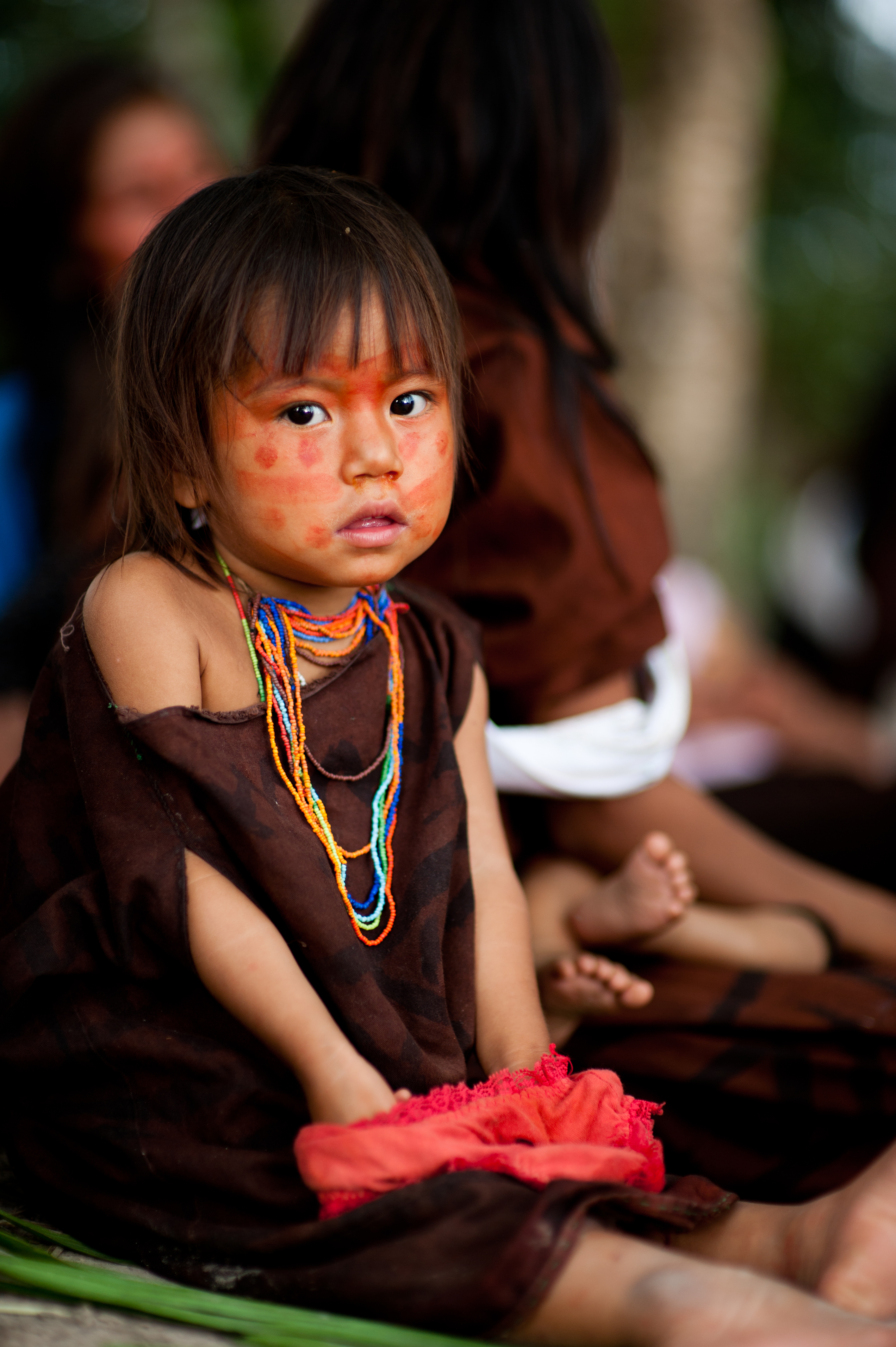
Menina indígena Ashaninka na Aldeia Apiwtxa, no Acre, no Brasil.

Uma menina, garota, guria (na Região Sul do Brasil) é uma pessoa do sexo feminino desde o seu nascimento até sua adolescência. O termo também é usado frequentemente como um sinônimo para "filha".

## Demografia
Nascem um pouco mais meninos do que meninas (nos Estados Unidos, essa proporção é de cerca de 105 meninos nascidos por cada 100 meninas), Mas as meninas são ligeiramente menos propensas a morrer durante a infância do que os meninos, de modo que a proporção para menores de 15 anos de idade varia entre 103 e 108 meninos por cada 100 meninas.
Na Índia, em 2011, havia 91 meninas menores de 6 para cada 100 meninos. Seu censo de 2011 mostrou que a proporção de meninas para meninos com idade inferior a 6 anos de idade caiu mesmo durante a última década, de 927 meninas para cada 1 000 meninos em 2001 para 918 meninas para cada 1 000 meninos em 2011. Na China, estudiosos relatam 794 meninas para cada 1 000 meninos em regiões rurais. No Azerbaijão, os últimos 20 anos de dados de nascimento sugerem que 862 meninas nasceram por cada 1 000 meninos, em média a cada ano.
Steven Mosher, Presidente do Instituto de Pesquisa Populacional, em Washington, DC, disse: "Vinte e cinco milhões de homens na China não conseguem encontrar noivas porque há uma escassez de mulheres [...] jovens vão para o exterior para encontrar noivas." O desequilíbrio de gênero nessas regiões também é culpado por estimular o crescimento do comércio de sexo. O relatório da Organização das Nações Unidas de 2005 afirma que até 800 000 pessoas são traficadas através das fronteiras a cada ano, e 80% são mulheres e meninas.

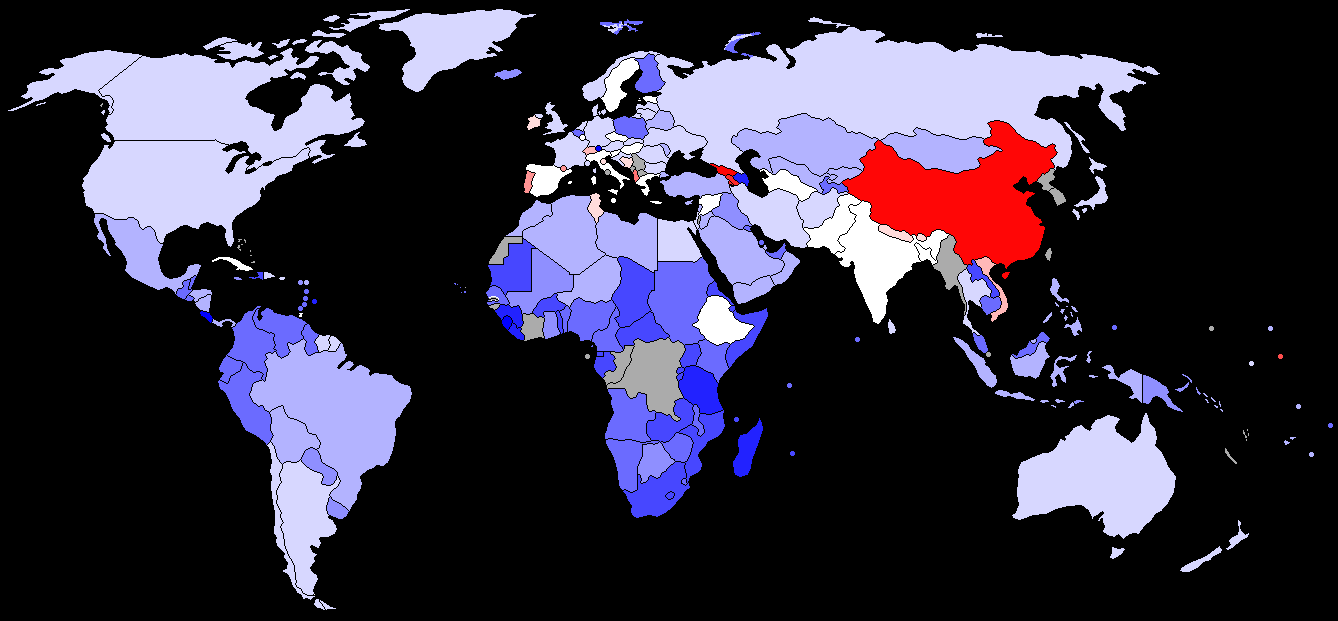
Razão entre meninos e meninas, com idade abaixo de 15 anos (dados mundiais de 2006). Azul: abaixo de 0,99; Branco: 1,0-1,13; Vermelho: acima de 1,13

Os estudiosos não são claros e estão em disputa quanto às possíveis causas de variações nas proporções dos sexos humanos ao nascer. Os desvios na proporção de sexo ao nascimento podem ocorrer por causas naturais. Por exemplo, em 2012, Liechtenstein relatou uma proporção de sexo de 1,26 no nascimento (ou 794 meninas para cada 1 000 meninos).

## Biologia
Em geral, as meninas desenvolvem características femininas herdando dois cromossomos X (XX), um do pai e outro da mãe.
Cerca de uma em cada mil meninas tem um cariótipo 47, XXX e uma em cada 2 500 tem o 45, X.